# Кабаєв Владислав Олександрович
Владисла́в Олекса́ндрович Каба́єв (нар. 1 вересня 1995, Одеса, Україна) — український футболіст, атакувальний півзахисник київського «Динамо» та національної збірної України. Виступав за юнацькі та молодіжну збірну України.

## Клубна кар'єра

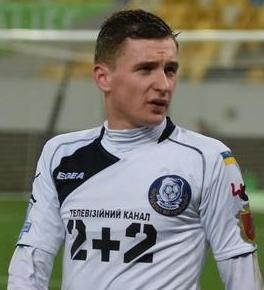
Кабаєв, 2016

Владислав Кабаєв народився в Одесі, де й почав займатися футболом у СДЮШОР «Чорноморець».
На професійному рівні дебютував 23 червня 2011 року в матчі другої ліги між «Чорноморцем-2» та плисківською «Єдністю». У вересні того ж року був переведений до молодіжної команди «Чорноморця», де одразу ж став одним з основних гравців.
У першій команді «Чорноморця» дебютував 7 серпня 2014 року в матчі Ліги Європи проти хорватського «Спліта», замінивши на 90-й хвилині Євгена Зубейка. 23 серпня того ж року провів перший поєдинок у Прем'єр-лізі, вийшовши на заключні 4 хвилини у грі проти київського «Динамо», вийшовши замість Віталія Балашова. З лютого наступного року став гравцем основного складу «моряків», оскільки команду покинуло багато ключових виконавців та головний тренер Роман Григорчук. В результаті номінальний форвард Кабаєв був переведений у півзахист, переважно граючи на правому фланзі.
Перед початком сезону 2015/16 був обраний віце-капітаном «Чорноморця». Загалом за «Чорноморець» провів у всіх турнірах 55 матчів, в яких забив 2 м'ячі.
22 травня 2017 року підписав контракт із луганською «Зорею»., а у грудні 2017 року уклав новий чотирирічний контракт із клубом. Разом із луганцями двічі, у 2020 та 2021 роках, став бронзовим призером чемпіонату України, грав у єврокубках — Лізі Європи та Лізі конференцій. Загалом у складі «Зорі» провів 129 матчів, забив 10 м'ячів в усіх турнірах.
31 серпня 2022 року перейшов до київського «Динамо», уклавши угоду на чотири роки.

## Міжнародна кар'єра
В січні 2012 року був вперше викликаний до лав юнацької збірної України (U-17), однак провів на полі лічені хвилини і закріпитися у складі збірної не зумів.
Восени 2014 року був викликаний до юнацької збірної (U-20), що готувалася до участі у молодіжному чемпіонаті світу 2015. У травні 2015 року потрапив до остаточної заявки команди на турнір. Провів на турнірі 4 матчі, з яких 3 — повністю (матчі групового етапу проти Нової Зеландії, М'янми й США). У матчі 1/16 фіналу проти збірної Сенегалу був замінений на 28-й хвилині Євгенієм Немтіновим.
28 березня 2016 року дебютував за молодіжну збірну України у товариському матчі проти однолітків з Австрії, вийшовши на поле на початку другого тайму замість Олега Данченка. Всього на молодіжному рівні зіграв 6 матчів.
7 вересня 2024 року дебютував у складі національної збірної України в матчі Ліги націй УЄФА 2024—2025 років проти збірної Албанії.

## Статистика виступів
Станом на 24 травня 2025
| Сезон                   | Команда                 | Чемпіонат               | Чемпіонат | Чемпіонат | Кубок | Кубок | Кубок | Єврокубки | Єврокубки | Єврокубки | Інші кубки | Інші кубки | Інші кубки | Всього | Всього |
| Сезон                   | Команда                 | Змаг.                   | Матчі     | Голи      | Змаг. | Матчі | Голи  | Змаг.     | Матчі     | Голи      | Змаг.      | Матчі      | Голи       | Матчі  | Голи   |
| ----------------------- | ----------------------- | ----------------------- | --------- | --------- | ----- | ----- | ----- | --------- | --------- | --------- | ---------- | ---------- | ---------- | ------ | ------ |
| 2011—2012               | «Чорноморець-2»         | 2Л                      | 5         | 0         | КУ    | 0     | 0     | —         | —         | —         | —          | —          | —          | 5      | 0      |
| Всього в «Чорноморці-2» | Всього в «Чорноморці-2» | Всього в «Чорноморці-2» | 5         | 0         |       | 0     | 0     |           | 0         | 0         |            | 0          | 0          | 5      | 0      |
| 2014—2015               | «Чорноморець»           | ПЛ                      | 9         | 0         | КУ    | 1     | 0     | ЛЄ        | 1         | 0         | —          | —          | —          | 11     | 0      |
| 2015—2016               | «Чорноморець»           | ПЛ                      | 18        | 1         | КУ    | 0     | 0     | —         | —         | —         | —          | —          | —          | 18     | 1      |
| 2016—2017               | «Чорноморець»           | ПЛ                      | 25        | 1         | КУ    | 1     | 0     | —         | —         | —         | —          | —          | —          | 26     | 1      |
| Всього в «Чорноморці»   | Всього в «Чорноморці»   | Всього в «Чорноморці»   | 52        | 2         |       | 2     | 0     |           | 1         | 0         |            | 0          | 0          | 55     | 2      |
| 2017—2018               | «Зоря»                  | ПЛ                      | 13        | 0         | КУ    | 0     | 0     | ЛЄ        | 2         | 0         | —          | —          | —          | 15     | 0      |
| 2018—2019               | «Зоря»                  | ПЛ                      | 22        | 1         | КУ    | 3     | 0     | ЛЄ        | 4         | 0         | —          | —          | —          | 29     | 1      |
| 2019—2020               | «Зоря»                  | ПЛ                      | 29        | 7         | КУ    | 1     | 0     | ЛЄ        | 4         | 0         | —          | —          | —          | 34     | 7      |
| 2020—2021               | «Зоря»                  | ПЛ                      | 21        | 0         | КУ    | 4     | 0     | ЛЄ        | 6         | 1         | —          | —          | —          | 31     | 1      |
| 2021—2022               | «Зоря»                  | ПЛ                      | 12        | 1         | КУ    | 0     | 0     | ЛЄ        | 2         | 0         | ЛК         | 3          | 0          | 17     | 1      |
| 2022—2023               | «Зоря»                  | ПЛ                      | 1         | 0         | —     | —     | —     | ЛК        | 2         | 0         | —          | —          | —          | 3      | 0      |
| Всього в «Зорі»         | Всього в «Зорі»         | Всього в «Зорі»         | 98        | 9         |       | 8     | 0     |           | 20        | 1         |            | 3          | 0          | 129    | 10     |
| 2022—2023               | «Динамо»                | УПЛ                     | 21        | 0         | —     | —     | —     | ЛЧ/ЛЄ     | 4+2       | 0         | —          | —          | —          | 27     | 0      |
| 2023—2024               | «Динамо»                | УПЛ                     | 25        | 5         | КУ    | 0     | 0     | ЛК        | 1         | 0         | —          | —          | —          | 26     | 5      |
| 2024—2025               | «Динамо»                | УПЛ                     | 30        | 2         | КУ    | 4     | 0     | ЛЧ+ЛЄ     | 6+8       | 1+1       | —          | —          | —          | 48     | 4      |
| Всього «Динамо»         | Всього «Динамо»         | Всього «Динамо»         | 76        | 7         | —     | 18    | 0     | —         | 7         | 0         | —          | 0          | 0          | 101    | 9      |
| Всього за кар'єру       | Всього за кар'єру       | Всього за кар'єру       | 231       | 18        |       | 14    | 0     |           | 42        | 3         |            | 3          | 0          | 290    | 21     |

### Матчі за збірну
Станом на 10 червня 2025 року
| Дата       | Місто   | Господарі     | Результат | Гості   | Турнір                                    | Голи | Примітки |
| ---------- | ------- | ------------- | --------- | ------- | ----------------------------------------- | ---- | -------- |
| 07-09-2024 | Прага   | Україна       | 1 – 2     | Албанія | Ліга націй УЄФА 2024—2025 - груповий етап | -    | 72'      |
| 07-06-2025 | Торонто | Канада        | 4 – 2     | Україна | товариський матч                          | -    | 82'      |
| 10-06-2025 | Торонто | Нова Зеландія | 1 – 2     | Україна | товариський матч                          | -    | 66'      |
| Усього     |         | Матчів        | 3         |         | Голів                                     | 0    |          |

## Досягнення
«Динамо»:
 Чемпіон України(1): 2025